# Vrbnik
Pour les articles homonymes, voir Vrbnik (homonymie).
Vrbnik est un village et une municipalité située sur l'île de Krk, dans le comitat de Primorje-Gorski Kotar, en Croatie. Au recensement de 2001, la municipalité comptait 1 245 habitants, dont 97,03 % de Croates et le village seul comptait 944 habitants.

## Localités
La municipalité de Vrbnik compte 4 localités :
- Garica
- Kampelje
- Risika
- Vrbnik